# Хенрикссон, Кристер
Ян Кристер Аллан Хенрикссон (род. 12 ноября 1946) — шведский актёр. Известен в первую очередь благодаря роли Курта Валландера в телесериале «Валландер», основанном на рассказах Хеннинга Манкеля. В 1997 году стал обладателем награды Eugene O’Neill.
Супруга — шведская актриса Сесилия Нильссон.

## Фильмография
- Крах (2013)
- Валландер (2005—2013)
- Реконструкция (2003)
- Комиссар Винтер (2001)
- Неверная (2000)

и другие.